# ベルナルディーノ・アントニオ・ゴメス

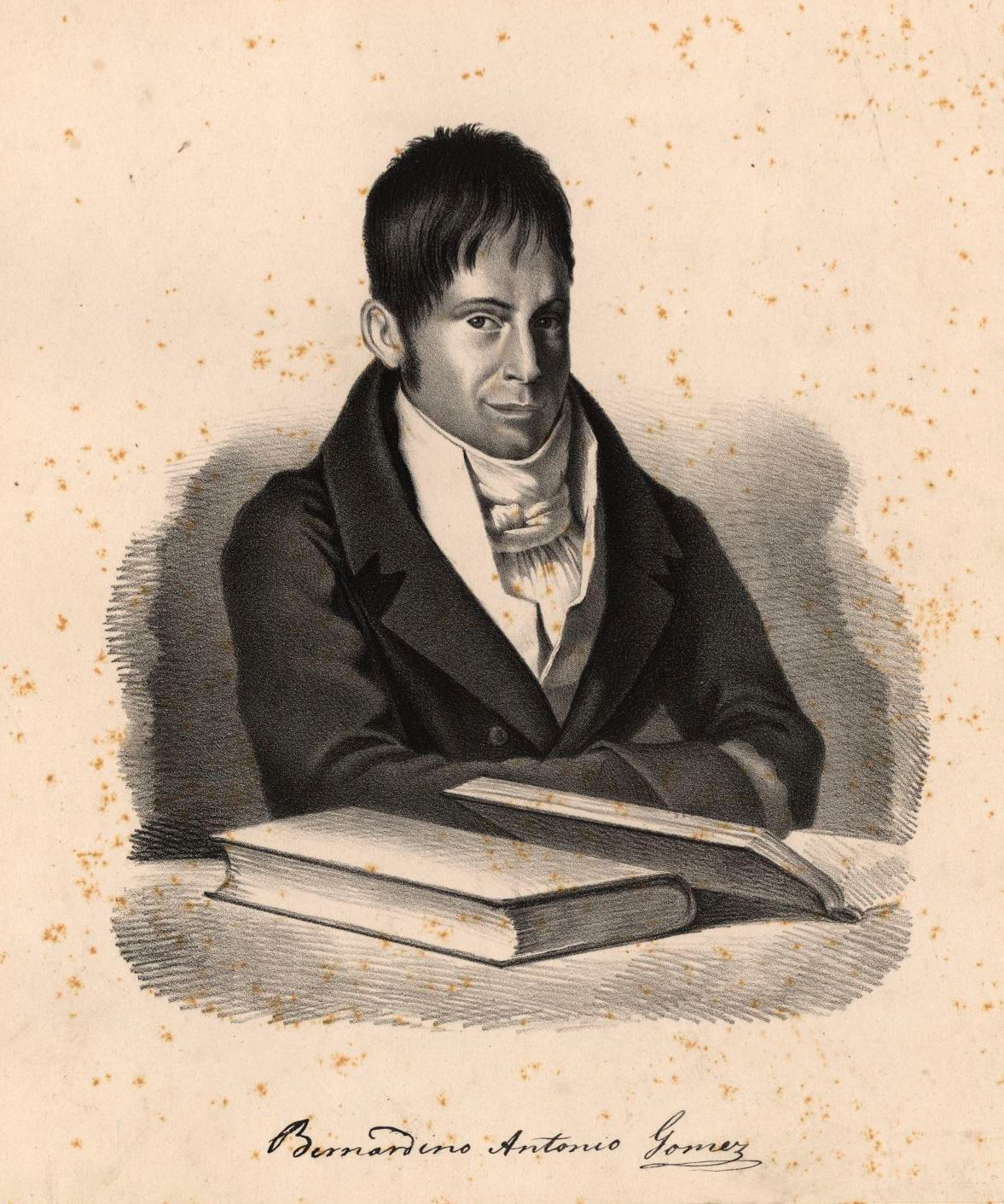
ベルナルディーノ・アントニオ・ゴメス

ベルナルディーノ・アントニオ・ゴメス（Bernardino António Gomes、1768年10月29日 - 1823年1月12日）は、ポルトガル王国の医師、化学者、植物学者である。ブラジルからの植物を研究し、マラリアに対する薬効のあるキナの木の皮から結晶を抽出し、シンコニンと命名した。ゴメスの抽出した物質はキニーネとシンコニンからなる結晶である。皮膚病の分野でも評価が高い。

## 略歴
パレーデス・デ・コウラの医師の家に生まれた。コインブラ大学で医学を学び、1793年に学位を得た。ポルトガル最初の皮膚科医であり、博士号を得た後、1797年までアベイロで医師として働いた。1793年にポルトガル海軍の軍医に任じられフリゲート艦の船医を1810年まで務めた。この間1797年から1801年までブラジルで勤務し、ブラジル原産の植物の特徴と薬効について研究した。1802年には2ヶ月間に渡って、ジブラルタル海峡のポルトガル艦隊に発生したチフスの対策のために働いた。1810年にも艦隊に流行したチフスの患者445人を治療した。1789年にエドワード・ジェンナーが種痘に関する著作を出版したのを受けて1804年にコインブラにワクチン研究所を発足させた。それまで多くのポルトガルの医師が種痘を試みたがLafões公爵の息子が副作用に襲われたことなどで普及は進んでいなかった。1807年のフランス軍のポルトガル侵攻などで、事業は停滞したが、1812年にゴメスはリスボンの王立科学アカデミーの会員に選ばれ、アカデミーにワクチン研究所が作られた。多くの人々の援助を受けて1817年までに17,000人に種痘が行われた。
ブラジル皇帝ペドロ1世にオーストリア皇帝フランツ1世の次女マリア・レオポルディーネが嫁いだ時、医師団の一人に任じられ、リオデジャネイロに6ヶ月、留まった。その後も宮廷医として王室の信頼を受けた。

## 著作
- Algunas publicaciones[editar]Observações botanico-medicas sobre algumas plantas do Brazil, 1812. 
  - Ensaio sobre o cinchonino, e sobre sua influencia na virtude da quina, e d’outras cascas, 1812
- Ensaio Dermosographico ou Succinta e Systematica Descripção das Doenças Cutâneas, 1820 Hospital da Marinha - Praça Doutor Bernardino António Gomes, Pai - Lisboa.]